# الکساندر دارگومیژسکی
الکساندر سرگئیویچ دارگومیژسکی (به انگلیسی: Alexander Sergeyevich Dargomyzhsky؛ بهروسی: Александр Сергеевич Даргомыжский؛ زادهٔ ۱۴ فوریه [سبک قدیمی ۲ فوریه] ۱۸۱۳ - درگذشت ۱۷ ژانویه [سبک قدیمی ۵ ژانویه] ۱۸۶۹) آهنگساز اهل امپراتوری روسیه در قرن نوزدهم بود. او در ساخت اپرای روسی پلی زد بر روی شکاف میان میخائیل گلینکا و نسل بعدی گروه پنج و پیوتر ایلیچ چایکوفسکی.